# 张德清
张德清（1965年—），男，中国有机化学家，中国化学会会士，曾任中国科学院化学研究所所长、研究员、博士生导师。